# Grand Gedeh
Grand Gedeh is een van de vijftien county's van Liberia en beslaat het noordoosten van dat land. De county had bij schatting in 1989 zo'n 109.000 inwoners en beslaat een oppervlakte van 17.000 vierkante kilometer. De hoofdstad van de county is Zwedru.

## Geschiedenis
Grand Gedeh ontstond bij de hervorming in 1963 uit de restanten van de voormalige provincie Eastern. Rond 1970 werd de naam van de hoofdstad van de county veranderd van Tchien in het huidige Zwedru. In juni 2000 werd het zuidoostelijke deel van Grand Gedeh afgesplitst in de county River Gee. Deze wijziging werd al twee jaar daarvoor goedgekeurd door de Liberiaanse Kamer van volksvertegenwoordigers en drie maanden eerder door de senaat.

## Grenzen
Gelegen aan de noordoostkant grenst Grand Gedeh aan een buurland van Liberia:
- De regio Moyen-Cavally van Ivoorkust in het noordoosten.

Drie andere county's grenzen aan Grand Gedeh:
- River Gee in het zuidoosten.
- Sinoe in het zuidwesten.
- Nimba in het noordwesten.

## Districten
De county bestaat uit drie districten:
- Gbarzon
- Konobo
- Tchien

Bomi · Bong · Gbarpolu · Grand Bassa · Grand Cape Mount · Grand Gedeh · Grand Kru · Lofa · Margibi · Maryland · Montserrado · Nimba · River Cess · River Gee · Sinoe